# Stanisław Saint Clair
Stanisław Saint Clair (ur. 1835 w Wieprzach, zm. 24 stycznia 1887 w Lignéville) – polsko-angielski wojskowy.

## Życiorys
Urodził się w 1835 w rodzinnych majątku Wieprze. Był synem Aleksandra Bower de Saint Clair i Pelagii z domu Kossakowskiej herbu Ślepowron, łowczanki Wielkiego Księstwa Litewskiego (córki Józefa Dominika). Był bratem Aleksandra (generalny konsul angielski w Jassach, zm. 1880) i Feliksa.
Od 1852 wychowywał się i kształcił w Londynie. Był kapitanem wojsk angielskich. Uczestniczył w wojnie krymskiej (1853–1856), brał udział w bitwach pod Czarnaja i pod Sewastopolem, za co otrzymał Order Medżydów i medal francuski. Od 1857 do 1859 przebywał w Wojtkuszkach na Litwie. Walczył w powstaniu styczniowym pod komendą generałów Mariana Langiewicza i Józefa Hauke-Bosaka. W latach 1865–1877 zamieszkiwał w Bułgarii, gdzie zakupił majątek. Podczas kolejnej wojny rosyjsko-tureckiej (1877–1878) został mianowany przez stronę turecką generałem. Był wówczas dowódcą bułgarskiego oddziału ochotniczego w Monte Radopte. Od 1879 mieszkał we francuskim Lignéville, gdzie zmarł 24 stycznia 1887.